# Бажал Юрій Миколайович
Юрій Миколайович Бажал (26 листопада 1950, Одеса) — український учений у галузі економічної теорії та практики інноваційного та технологічного розвитку. Доктор економічних наук, професор, заслужений діяч науки і техніки України. Академік АН ВШ України з 2010. Вивчає та пропагує історію української економічної думки.
Син українського вченого-фінансиста Миколи Бажала (1921—1984) та небіж видатного хіміка-технолога Івана Бажала (1929—1982).

## Біографія
Народився в Одесі. 1971 року закінчив планово-економічний факультет Одеського інституту народного господарства. 1988—1997 року працював у Інституті економіки АН УРСР на посадах молодшого, старшого наукового співробітника, завідувача відділу. 1997—1999 року — завідувач відділу в Інституті економічного прогнозування НАН України. У різні роки вів викладацьку роботу за сумісництвом: у Київському інституті народного господарства, Київському національному університеті ім. Т. Г. Шевченка, Національній академії управління, Інституті підвищення кваліфікації керівних кадрів Національної академії державного управління при Президентові України, з 1994 р. у Національному університеті «Києво-Могилянська академія», куди 2000 року перейшов на постійну роботу. 2000—2006 року — декан факультету економічних наук. З 2000 р. — завідувач кафедри економічної теорії, керівник магістерської програми зі спеціальності «Економічна теорія». 1977 року захистив кандидатську, а 1992 року — докторську дисертації, 2000 року отримав вчене звання професора.
Зробив помітний внесок у теорію і практику економічного управління інноваціями, формуванню концепції державної інноваційної політики.

## Наукові досягнення
Автор понад 160 наукових публікацій, в тому числі 14 індивідуальних і колективних монографій та 5 навчальних посібників, серед яких є видання з грифами Міністерств освіти СРСР і України, а також наукових статей у провідних наукових журналах України та іноземних виданнях.
З 1988 р. постійно є членом спеціалізованих вчених рад із захисту дисертацій на здобуття наукових ступенів кандидата і доктора економічних наук, постановами Кабінету Міністрів України призначається членом Наукової ради Державного фонду фундаментальних досліджень України. Член редакційних колегій провідних українських наукових журналів: «Економіка і прогнозування», «Вісник Національного банку України», «Економічна теорія», «Фінанси України», «Інтелектуальна власність», «Наукові записки НаУКМА» — серія «Економіка».
Нагороджений медаллю з премією АН України для молодих вчених (1984), свідоцтвом учасника ВДНГ СРСР (1987), почесною грамотою Міністерства фінансів України (2004). Тричі був лауреатом професорської стипендії ім. Вадима Гетьмана від Райффайзен Банк Аваль (2006—2009).
Член-кореспондент Академії технологічних наук України (соціально-економічне управління технологіями, підготовка і перепідготовка спеціалістів).

## Державні нагороди
- Заслужений діяч науки і техніки України (15 жовтня 2015) — за вагомий особистий внесок у розвиток національної освіти, підготовку висококваліфікованих спеціалістів, багаторічну плідну науково-педагогічну діяльність та з нагоди 400-річчя заснування Національного університету «Києво-Могилянська академія»[1]
- Державна премія України в галузі науки і техніки 2012 року — за роботу «Реалізація стратегії інноваційного розвитку на основі новітніх алгоритмів управління» (у складі колективу)[2]

## Джерело
- Академія наук вищої школи України. 1992—2010. Довідник